# Корендясев, Анатолий Александрович
Анатолий Александрович Корендясев (род. 28 февраля 1946, Моршанск, Тамбовская область) — российский политический деятель, депутат пятого созыва (2007—2011), генерал-лейтенант (1997).

## Биография
В 1967 году окончил факультет иностранных языков Волгоградского педагогического института (ныне Волгоградский государственный социально-педагогический университет), работал учителем английского языка в школе. Служил на Балтийском флоте. В 42 года стал генералом. После 1991 года — начальник Управления СВР России. С 2007 года — советник секретаря Совета безопасности РФ.
Награждён орденами Красной Звезды, «За военные заслуги» и «За заслуги перед Отечеством», а также многими медалями.

### Депутат госдумы
2 декабря 2007 года Анатолий Александрович был избран депутатом Государственной Думы РФ V созыва от партии «Единая Россия». Заместитель председателя Комитета ГД по делам Содружества Независимых Государств и связям с соотечественниками.